# DMZ국제다큐영화제
DMZ국제다큐멘터리영화제(DMZ International Documentary Film Festival)는 2009년에 시작된 대한민국의 부분 경쟁 다큐멘터리 영화제이다. 분단국가에 위치한 세계 유일의 DMZ와 다큐멘터리의 만남을 통해 DMZ를 재조명하기 위해 기획되었다. 이에 따라 다큐멘터리 장르를 평화, 화해, 공존, 소통이라는 주제로 정하고 있다. 2009년 1회 영화제를 시작으로 매년 열려 2019년 11회를 맞이하였다.

## 수상작

### 역대 영화제
- 제1회
- 제2회
- 제3회
- 제4회
- 제5회
- 제6회
- 제7회
- 제8회
- 제9회
- 제10회
- 제11회
- 제12회
- 제13회
- 제14회

### 국제경쟁
국제경쟁 상영작에게는 대상인 흰기러기상과 심사위원 특별상, 관객상, 심사위원 특별 언급상이 주어진다.
| 연도 | 제목                             | 원제                    | 감독                                             | 국가                            |
| ---- | -------------------------------- | ----------------------- | ------------------------------------------------ | ------------------------------- |
| 2009 | 《반유대주의에 대한 보고서》     | השמצה                   | 요아브 샤미르                                    | 이스라엘 덴마크 미국 오스트리아 |
| 2010 | 《체코에 평화를》                | Cesky mir               | 비트 클루사크, 필립 레문다                       | 체코                            |
| 2011 | 《깊은 산 작은 마을》            | El lugar más pequeño    | 타티아나 우에소                                  | 멕시코                          |
| 2012 | 《당신에게 내가 없다면》         | Trong Hay Ngoai Tay Em  | 트란 푸옹 타오, 스완 두버스                      | 베트남                          |
| 2013 | 《자, 이제 댄스타임》            | 《자, 이제 댄스타임》   | 조세영                                           | 대한민국                        |
| 2014 | 《9월의 새들》                   | طيور أيلول              | 사라 프란시스                                    | 레바논                          |
| 2015 | 《이라크영년》                   | وطن: العراق السنة صفر   | 압바스 파델                                      | 이라크 프랑스                   |
| 2016 | 《점프》                         | Les sauteurs            | 아부 바카 시디베, 모리츠 시버트, 에스테판 바그너 | 덴마크                          |
| 2017 | 《성찬식》                       | Komunia                 | 안나 자메츠카                                    | 폴란드                          |
| 2018 | 《자화상: 47km 너머의 스핑크스》 | 自画像： 47公里斯芬克斯 | 장 멩치                                          | 중국                            |
| 2019 | 《143 사하라 스트리트》          | 143 rue du désert       | 하센 페르하니                                    | 알제리 프랑스 카타르            |
| 2020 | 《아수왕》                       |                         | 알릭스 아인 아름팍                               | 필리핀 프랑스                   |
| 2021 |                                  |                         |                                                  |                                 |
| 2022 |                                  |                         |                                                  |                                 |